# Bowditch's American Practical Navigator
Pour les articles homonymes, voir Bowditch.

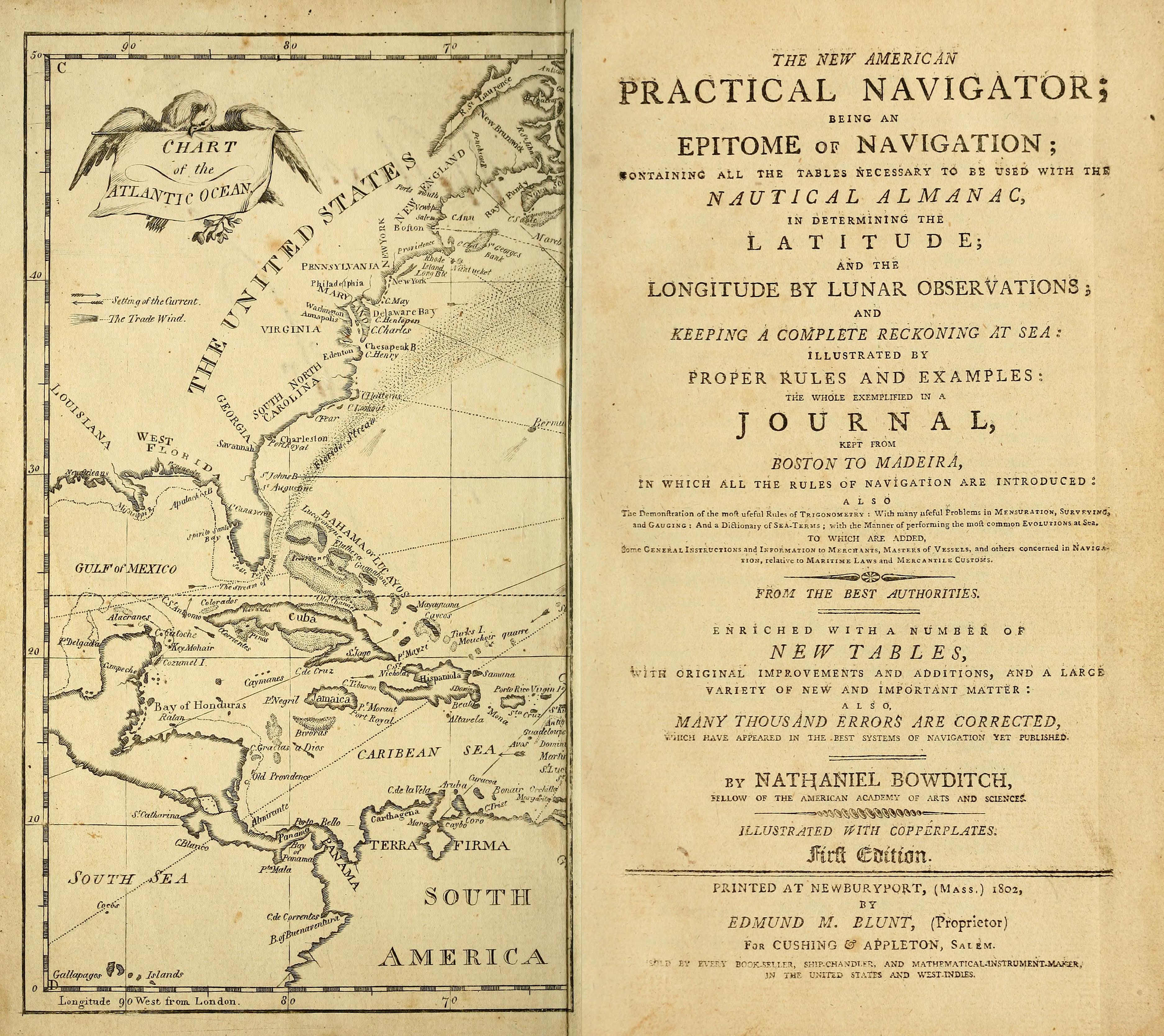
Première édition imprimée à Newburyport (1802)

The American Practical Navigator plus connu sous le nom de Bowditch (du nom de l'auteur des premières versions) est un ouvrage publié par la National Geospatial-Intelligence Agency.
Tout comme le Mariner's Handbook publié par l'amirauté britannique, cette encyclopédie tente de rassembler l'essentiel des connaissances théoriques nécessaires à la navigation.
Nathaniel Bowditch, né le 26 mars 1773, mort le 16 mars 1838 était un navigateur mathématicien qui simplifia les méthodes d'astronavigation, permettant ainsi aux marins de pouvoir connaître avec plus d'exactitude leur position.
À son époque, la navigation se faisait encore à l'estime ou suivant la méthode du parallel sailing. Tout en corrigeant le livre de John Hamilton Moore (The Practical Navigator), en simplifiant les formules et en réalisant des tables, Nathaniel Bowditch permit ainsi aux navigateurs de déterminer la longitude de leur position grâce à la méthode publiée dans la première édition du American Practical Navigator.
La petite histoire veut que les procédures développées soient si faciles à comprendre et à appliquer que tout le monde à bord, y compris le cuisinier, serait capable de déterminer la position du navire.
En 1866, le United States Hydrographic Office (en) acheta les droits de copyright. Depuis lors, le livre a été maintes fois réédité, tout en étant révisé régulièrement. L'influence de Nathaniel Bowditch a été si profonde que les marins actuels se réfèrent toujours à ce manuel comme le « Bowditch ».
Actuellement, ce livre rassemble énormément d'autres informations et de connaissances dans divers chapitres:
- tout d'abord, une introduction à l'utilisation des publications nautiques (cartes, liste des feux, etc.) et aux systèmes de références qu'ils utilisent.
- les bases de la navigation à l'estime, du pilotage et le calcul des marées
- le fonctionnement des appareils électroniques pour la navigation (GPS, LORAN, etc.) et les principes physiques ou mathématiques qui leur sont liés
- l'ensemble des méthodes utilisées pour déterminer une position à l'aide de l'astronavigation et des outils utilisés (sextant...)
- des bases de mathématiques pour aider à la compréhension des calculs
- des éléments concernant l'océanographie traitant des océans, des courants, des vagues et de la navigation dans les glaces
- et des éléments sur la météorologie en mer

La seconde partie de ce livre rassemble des tables utilisées pour la détermination de la position mais aussi d'autres tables mathématiques, physiques, ou météorologiques.